# ستيفن جاي بيرغ
ستيفن جاي بيرغ (بالإنجليزية: Stephen Jay Berg) هو كاهن كاثوليكي أمريكي، ولد في 3 مارس 1951 في مايلز سيتي في الولايات المتحدة.